# 前田菊姬

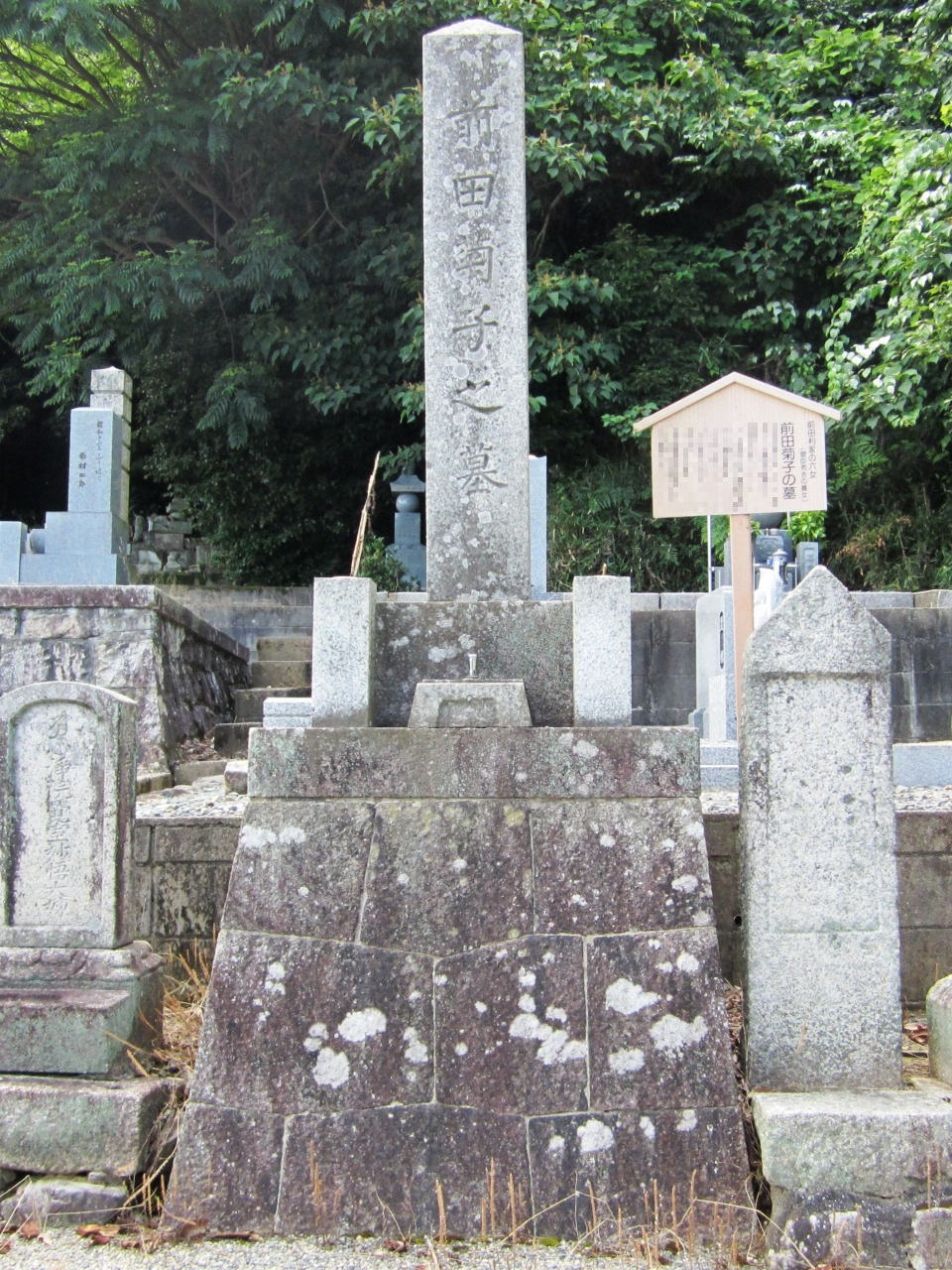
西教寺的憤墓

菊姫（1578年－1584年9月25日）是安土桃山時代人物。前田利家的六女。母親是前田利家側室隆興院。
在天正6年（1578年）出生。因為羽柴秀吉沒有兒女而成為秀吉的養女，但是在天正12年（1584年）死去。享年僅7歳。
滋賀縣的西教寺、石川縣的西方寺有她的肖像畫。